# Lake Lucille (Southland)
Der Lake Lucille ist ein See in der Region Southland auf der Südinsel von Neuseeland.

## Geographie
Der Lake Lucille befindet sich im Fiordland National Park, rund 2,5 km nordwestlich des West Arms vom Lake Manapouri. Der rund 11,9 Hektar große See erstreckt sich auf einer Höhe von 807 m über eine Länge von rund 575 m in Nord-Süd-Richtung und misst an seiner breitesten Stelle rund 280 m in Ost-West-Richtung.
Der See wird von Nordwesten vom Brae Burn gespeist, der auch für den Abfluss am südlichen Ende des Sees verantwortlich ist. Nach rund 275 m übergibt der Brae Burn seine Wässer an den Lake Carina und mündet nach dem Verlassen des Sees nach 2,2 km Flussverlauf in den Spey River.